# 愛媛県道162号朝倉伊予桜井停車場線
愛媛県道162号朝倉伊予桜井停車場線 （えひめけんどう162ごう あさくらいよさくらいていしゃじょうせん）は、愛媛県今治市を通る一般県道である。

## 概要

### 路線データ
- 総延長：3.4 km
- 起点：今治市朝倉上 （愛媛県道154号東予玉川線交点）
- 終点：今治市郷桜井2丁目（JR四国予讃線 伊予桜井駅前）

## 歴史
- 1958年（昭和33年）6月27日 - 愛媛県告示第566号により、本路線を整理番号39番として県道に認定される[1]。
- 1972年（昭和47年）3月16日 - 愛媛県が愛媛県道162号朝倉伊予桜井停車場線として認定。

## 路線状況

### 道路施設

#### 橋梁
- 喜積寺橋（頓田川、今治市）
- 中川橋（中川、今治市、愛媛県道156号桜井山路線重複区間内）

## 地理

### 通過する自治体
- 今治市

### 交差する道路
- 国道196号
- 愛媛県道38号今治波方港線
- 愛媛県道154号東予玉川線
- 愛媛県道155号今治丹原線
- 愛媛県道156号桜井山路線

### 重複区間
- 愛媛県道155号今治丹原線（今治市朝倉南～今治市朝倉北・朝倉支所前交差点）
- 愛媛県道38号今治波方港線（今治市長沢～今治市長沢）
- 愛媛県道156号桜井山路線（今治市長沢～今治市郷桜井2丁目）

### 交差する鉄道
- 予讃線

### 沿線
- 朝倉幼稚園
- 今治市役所 朝倉支所（朝倉公民館）
- ボートレースチケットショップ朝倉（ボートピア朝倉）
- 今治警察署 桜井駐在所
- JR四国予讃線 伊予桜井駅

### 峠
- 石打峠（今治市）